# Amygdalopteryx
Amygdalopteryx Warren, 1897 è un genere di lepidotteri notturni appartenente alla famiglia Geometridae. È considerato un sinonimo di Spargania.